# Cantone di Vendôme-1
Il Cantone di Vendôme-1 era una divisione amministrativa dell'arrondissement di Vendôme.
È stato soppresso a seguito della riforma complessiva dei cantoni del 2014, che è entrata in vigore con le elezioni dipartimentali del 2015.
Comprendeva parte della città di Vendôme e i comuni di:
- Azé
- Mazangé
- Naveil
- Thoré-la-Rochette
- Villiers-sur-Loir